# Baní (Pangasinán)
Baní es un municipio filipino de segunda categoría, situado en la isla de Luzón y perteneciente a la provincia de Pangasinán en la Región Administrativa de Ilocos, también denominada Región I.

## Barangayes
El municipio de Infanta se divide, a los efectos administrativos, en 27 barangayes o barrios, conforme a la siguiente relación:
| - Ambabaay - Aporao - Arwas - Ballag - Banog del Norte - Banog del Sur - Calabeng | - Centro Toma - Colayo - Dacap del Norte - Dacap del Sur - Garrita - Luac - Macabit | - Masidem - Población - Quinaoayanan - Ranao - Ranom Iloco - San José - San Miguel | - San Simón - San Vicente - Tiep - Tipor - Tugui el Grande - Tugui del Norte |  |

## Historia
San Simón de Namagbagan, el Baní original, fue fundado en Zambales el 18 de marzo de  1769.
En mayo de 1903, durante la ocupación estadounidense, pasa a formar parte de la procvincia de Pangasinán, junto con los municipios de Agno, Alaminos, Anda, Bolinao, Burgos, Dasol, Infanta y Mabini.

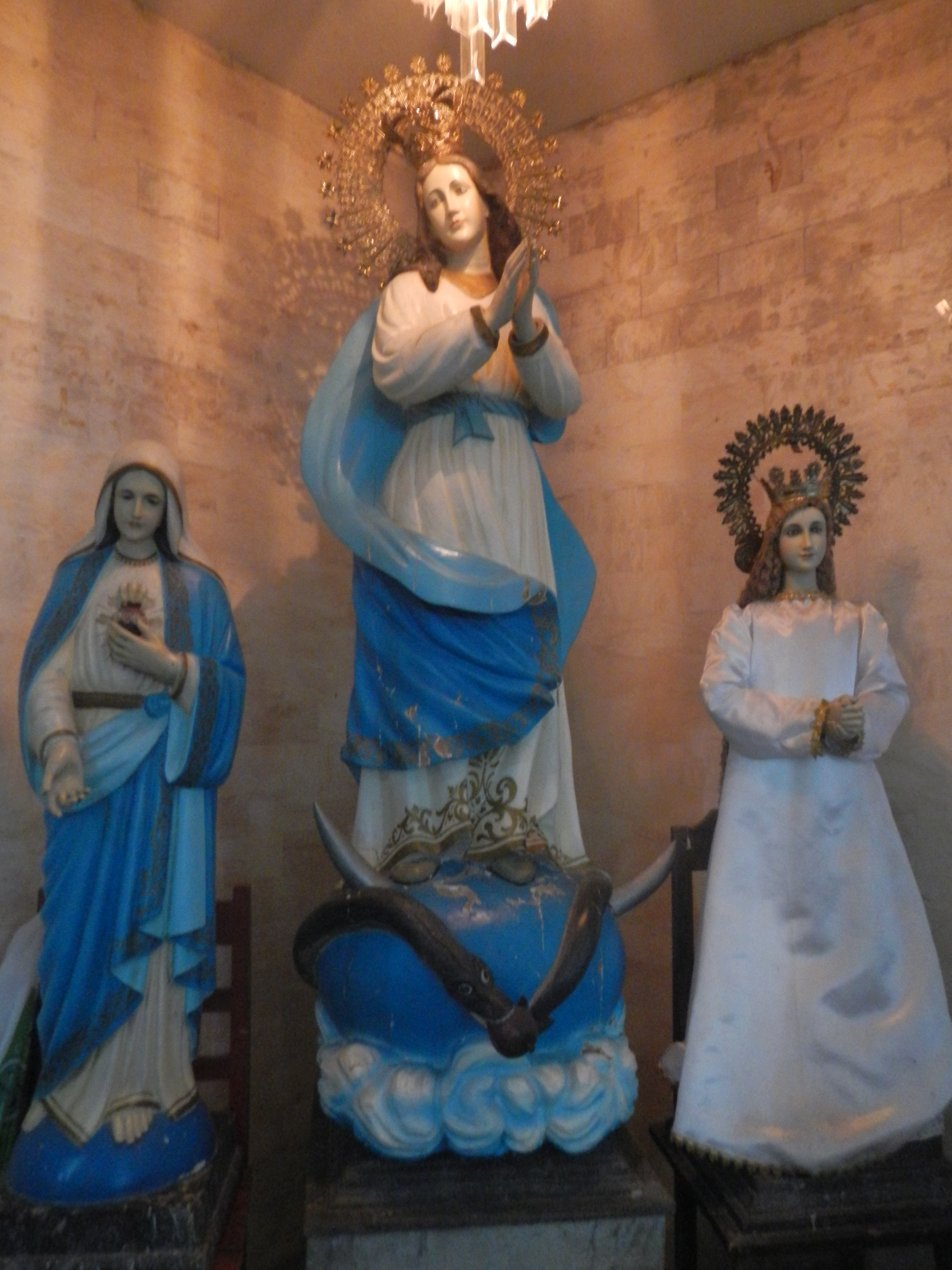
Imagen de la Inmaculada Concepción.

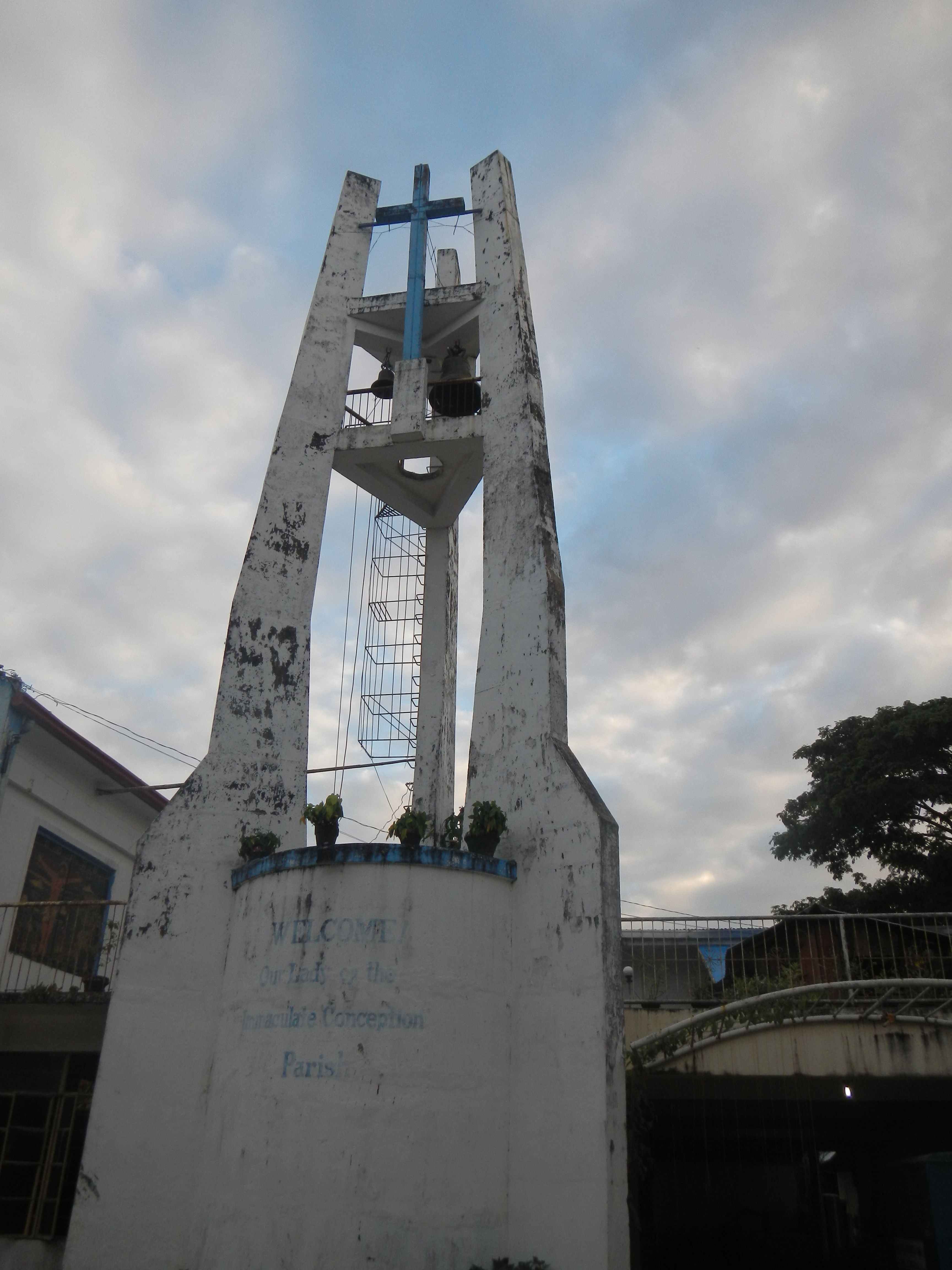
Campanario.

La imagen de la Inmaculada Concepción, patrona de San Simón, desapareció del altar de la iglesia, siendo descubierta en las ramas altas de un árbol situado en las inmediaciones de la actual iglesia católica de Namagbagan.
El nombre de Baní es el del árbol donde se encontró esta imagen (Millettia pinnata). 
La imagen fure llevada a la iglesia Namagbagan desapareciendo misteriosamente en varias ocasiones para regresar al lugar de la aparición.
Los vecinos abandonaron sus hogares para esteblecerse en el actual emplazamiento, que recibe el nombre de Baní por el árbol donde se encontró la imagen de la Patrona.

### Creación del municipio
Antes de 1762, hubo una serie de revueltas en la provincia de Ilocos.
Diego Silang se levanta en Vigan, siendo sometido por Simón de Anda y Salazar. En   Binalatongan le secunda Juan de la Cruz Palaris que resiste refugiado en las montañas hasta 1765. Huyendo de las fuerzas españolas alcanzan la mar con pequeños veleros y champanes llegando a la desembocadura del río Baní y la bahía de Tambac.
Estos prófugos fueron los primeros habitantes de Baní asentándose en las orillas de Don Cayo, un banco de arena poco profunda.
Estas 300 almas" solicitan  construir una Visita o capilla de la comunidad.
El Gobernador de Zambales tras reconocer el emplazamiento autoriza la fundación el 18 de marzo de 1769.
Siendo Luis de Jesús su primer alcalde. En 1843 ocupaba el cargo Pedro Humilde.

### Incorporación a Pangasinán
El 7 de noviembre de 1903, durante la ocupación estadounidense, la parte norte de Zambales fue incorporada a la provincia de Pangasinán.
Concretamente los municipios de  Alaminos, Dasol, Bolinao, Anda, San Isidro de Putot, Baní, Agno e Infanta.